# Elektriciteitscentrale Lünen
Elektriciteitscentrale Lünen (Kraftwerk Lünen, Kraftwerk Kellermann) is een steenkool-gestookte centrale bij Lünen in de Duitse deelstaat Noordrijn-Westfalen.
De centrale ligt bij de rivier Lippe voor het koelwater en wordt door het Duitse energiebedrijf STEAG geëxploiteerd. De eerste bouw was tussen 1938 en 1941 voor een voormalig aluminiumfabriek, dat nu een recyclingpark van de Remondis Groep is. Er zijn twee blokken (blok 6 en 7) met een totaal vermogen van 507 MW. Blok 6 levert stroom voor treinverkeer, het leveringscontract met Deutsche Bahn loopt eind december 2018 af. Sinds 2003 wordt er energie aan het stadsverwarmingsnetwerk van de stad Lünen geleverd. Het is de bedoeling om eind 2018 de kolencentrale stil te leggen en in maart 2019 van het stroomnet los te koppelen. De 250 meter hoge schoorsteen is uit 1968. Vlakbij ligt elektriciteitscentrale Lünen-Stummhafen.

## Externe link

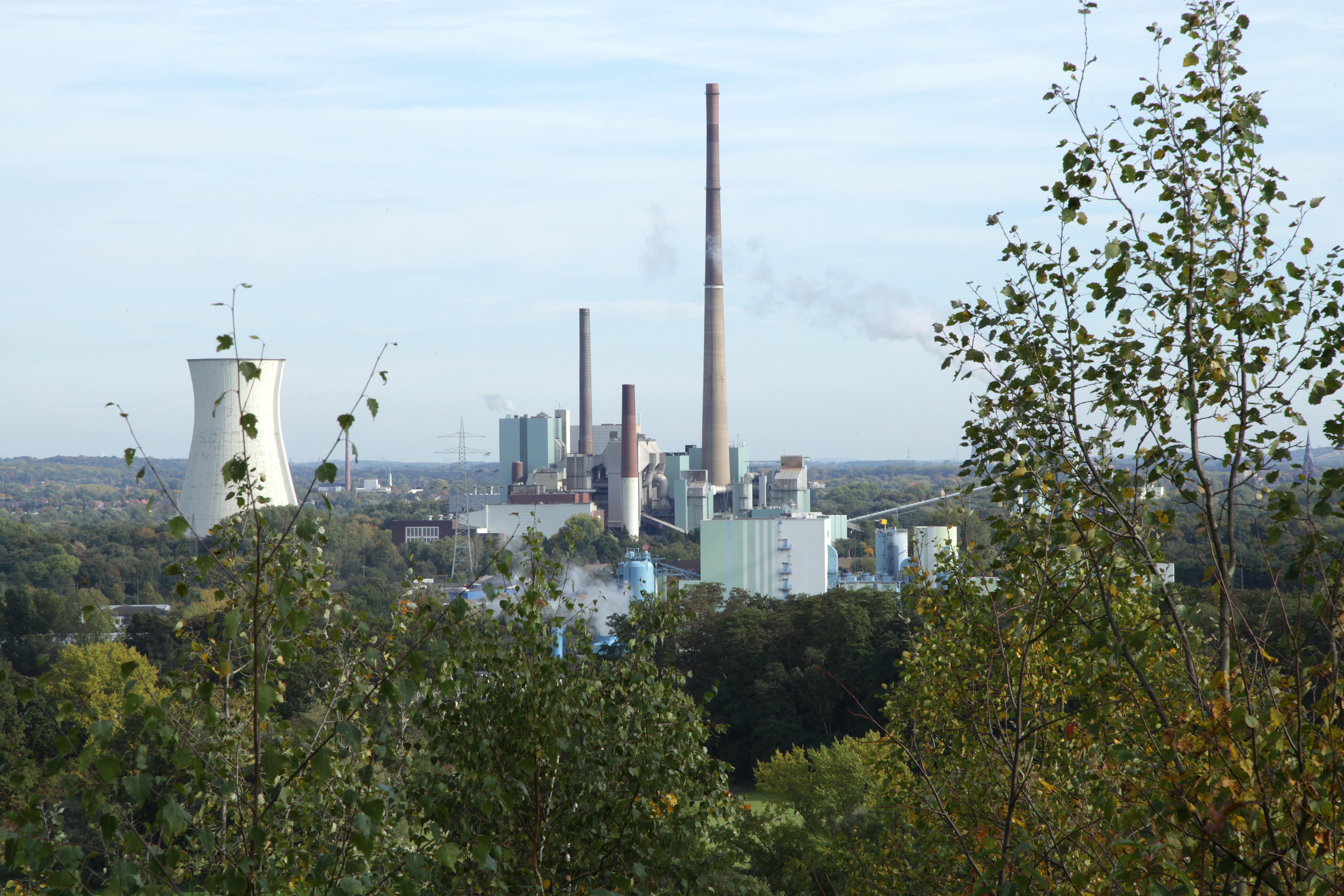
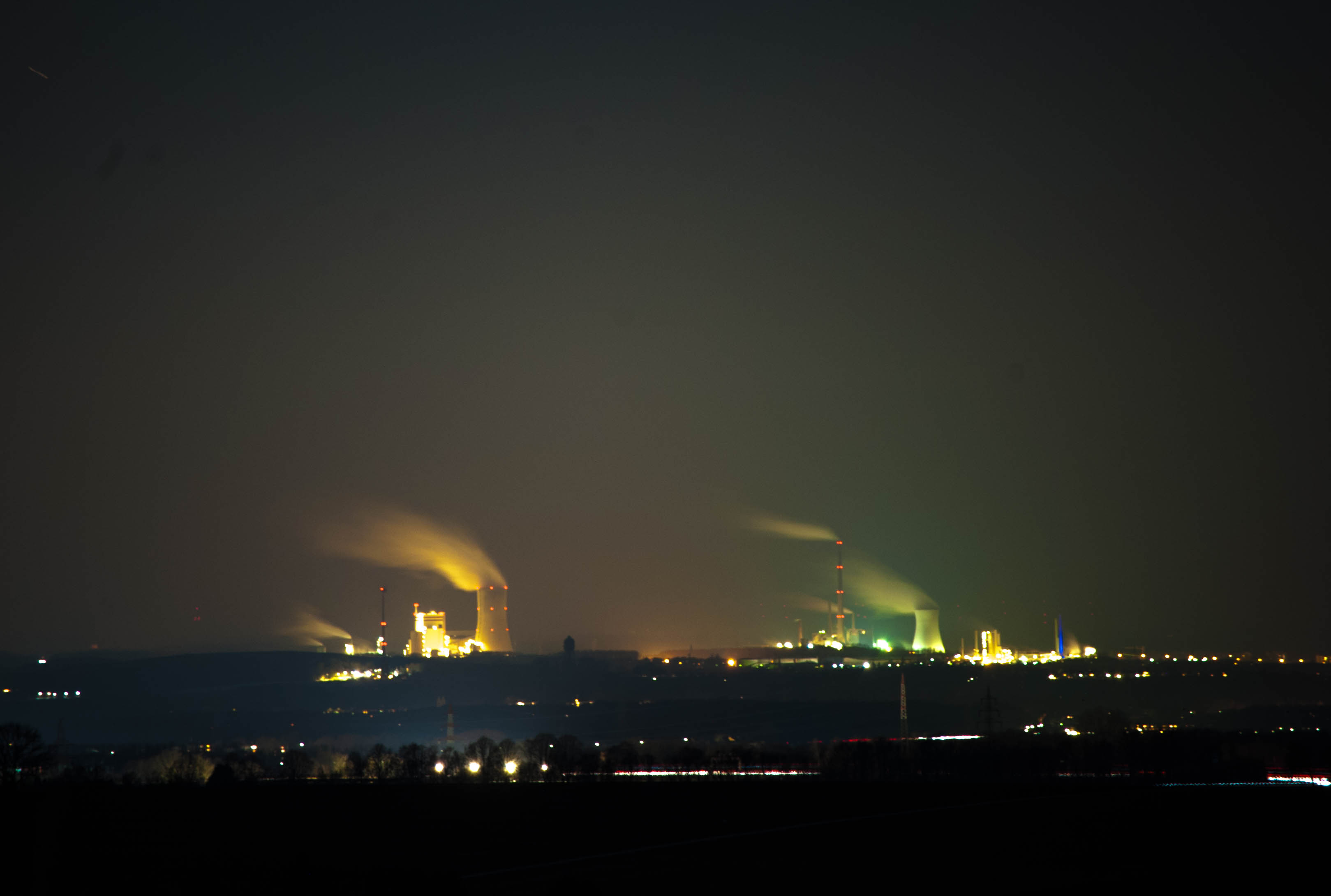